# 內衣外穿
内衣外穿是一种受名人、体育界和媒体界推崇的时尚潮流，最初随着T恤和比基尼泳衣等实用舒适服饰种类的诞生出现，但后来演变成饱受争议、被认为有挑衅性的时尚宣扬。到了21世纪，这种类型的女性版本会展示丁字裤和胸罩，男性版本展示低腰裤下的男式内裤。而早在16世纪至17世纪，内衣外穿便有历史先例。

## 历史
内衣外穿潮流正式出现的时间尚不明确，不过，1920年代香奈儿发明了由泽西布制造的女性内裤，而这种布料一般用于制造内衣。后来众所周知，另一个内衣外穿的知名版本随着第二次世界大战后T恤被发明出现。短袖衬衫最初被看作维多利亚风格内衣的舒适替代品，但一部分青少年受了占士·甸和马龙·白兰度等人分别在《阿飞正传》和《欲望号街车》等电影中的穿衣影响，将衬衫外穿。文艺复兴前期，比基尼泳衣等泳衣一开始被当成外衣，而由分层的雪纺、聚酯色丁和软缎制造，一般用蕾丝修边的吊带裙于1990年代首次广泛穿着。

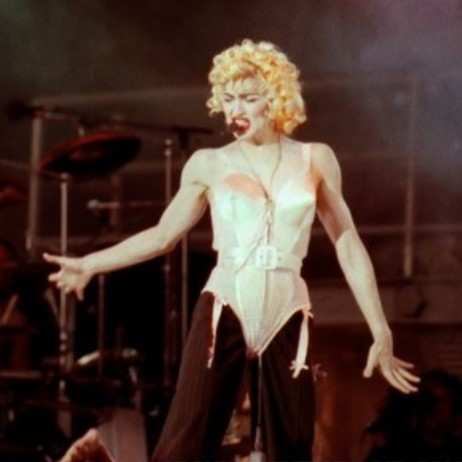
麦当娜在金发雄心世界巡回演唱会上的表演（1990）。

在娱乐界，摔跤手和马戏演员的制服一般为内衣样式的服装；前DC漫画编辑朱利叶斯·施瓦兹表示这就是超人等超级英雄把内裤穿在外衣上面的原因。随后，麦当娜掀起了女歌手舞台表演时内衣外穿的潮流，后来被碧昂丝、Lady Gaga、布兰妮·斯皮尔斯等人模仿。当时，让-保罗·高缇耶为麦当娜的金发雄心世界巡回演唱会设计了“束腹”（90年代初服装的象征式标志）、一款锥形文胸和束腰带。男性方面，垮裤（连同滑雪板）一般被认为由1990年代的说唱嘻哈艺人推崇。
1968年的性革命运动中，受伦敦朋克文化和哥德次文化影响的年轻女性，开始将束腰改为反叛和“性怪异”的标志。这次的变化，使得曾经被认为是压迫女性的束腰，摇身变成女性赋权的服装标志。除了恋内衣，束腰也出现在晚礼服和结婚礼服上。

### 运动装
在不同服装品牌推陈出新的助推下，T恤衫最终成为运动装。1975年，运动胸罩首次出现，自此成了女性的首选。但在1999年国际足联女子世界杯决赛中，美国队的布兰迪·查斯顿凭借在点球大战中射入第五球战胜中国队。庆祝胜利时，查斯顿突然脱下衬衣，露出运动胸罩。部分人认为她的举动是推动运动胸罩的历史性事件。自那时起，运动胸罩开始逐渐被人外穿。

## 文化影响

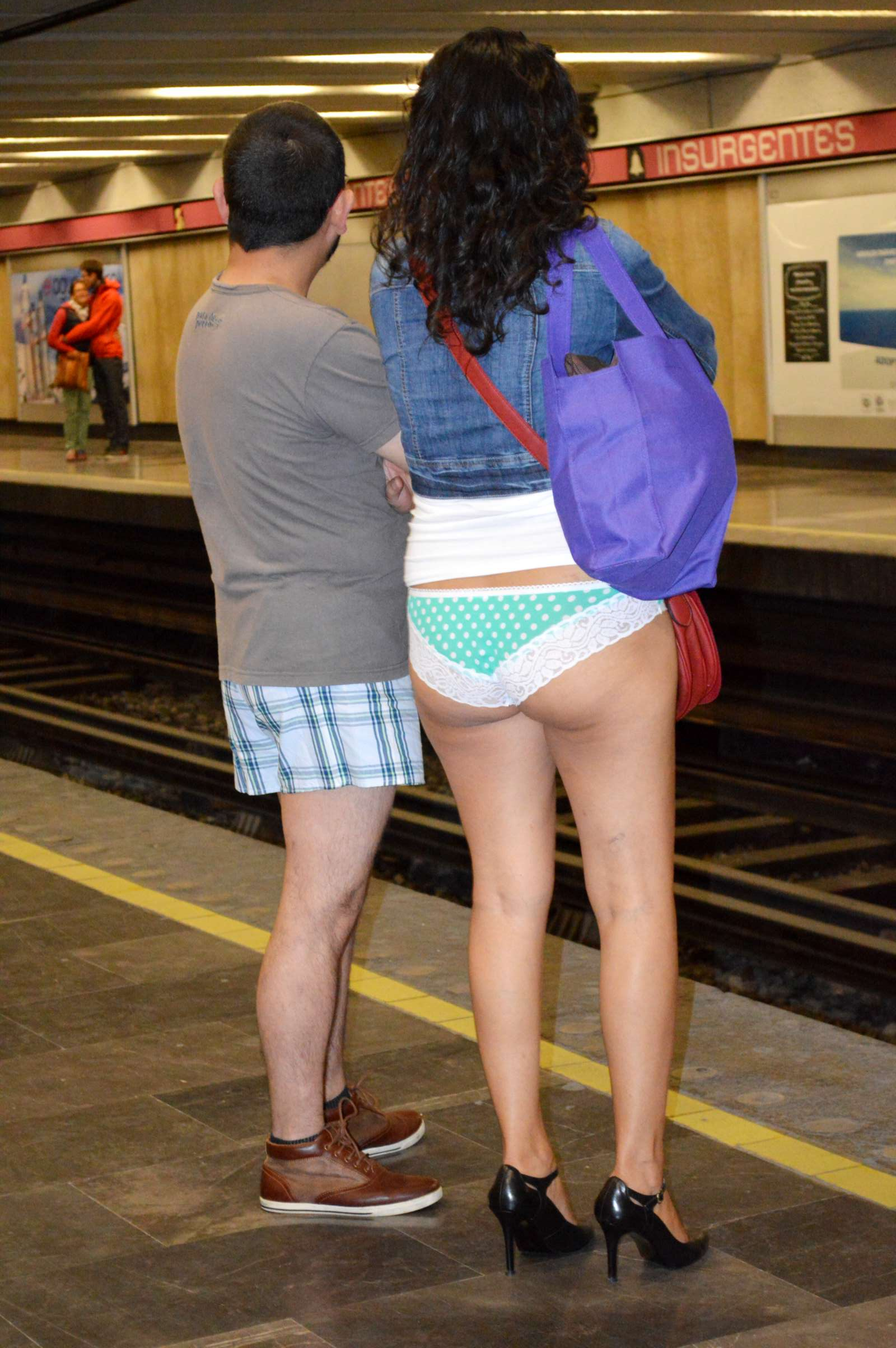
参加2015年地铁无裤日的墨西哥城办公室上班族。

社会通常将外穿内衣的民众超现实主义、搞笑。无裤日在许多西方国家是年度活动，这一天民众公开外穿内裤，暴露双腿。类似的活动是地铁无裤日，还有内衣一族跑活动。
踏入21世纪，低腰裤的普及让鲸尾巴意外流行，女生们立志穿着“凸显臀部”的服装，但是男性们穿垮裤却影响了相当大的争议，部分美国城镇甚至将这种行为当成猥亵，勒令停止。终于，随着2000年代末高腰服饰的出现，鲸尾巴这一趋势终结。
但是男性的服装就没有经过这样的反弹，男生若是穿高腰裤，会被人嘲笑，说是在穿老爸款牛仔裤。内衣公司注意到男生喜欢将裤子拉到臀部地方，这样坐着的时候低腰裤就会落到内裤下面，穿紧身裤的男性便可以暴露他们内衣的腰带，于是在设计腰带时采用亮色和更大的标志。Clavin Klein内衣创意设计者鲍勃·马佐利（Bob Mazzoli）2009年解释称：“腰带虽是功能性组件，却是营销平台和实际设计时的画布......有些人将牛仔裤拉到腰部以下，将内裤露出来，引起其他人注意，已经成了我们民间文化风俗的一部分，我们在设计过程中就要考虑到这一点。”2(x)ist的创意总监杰森·斯卡拉蒂（Jason Scarlatti）补充：“这是顾客吹嘘的权利，就好像在说，‘我为此花了很多钱’。”Jockey是公认的首个将商标印在腰带上的内衣品牌，该公司于2013年启动营销活动，模特们拉起衬衫，展示牛仔裤和短裤上的Jockey腰带。